# ویروس انسفالیت اسبی غربی
ویروس انسفالیت اسبی غربی (انگلیسی: Western equine encephalitis virus) عامل بیماری ویروسی نسبتاً غیرشایع انسفالیت اسبی غربی (WEE) است. این ویروس یک آلفاویروس از خانواده توگاویریده و نوعی آربوویروس (ویروس منتقله از بندپایان) است که توسط پشه‌هایی از سرده کولکس و کولیستا منتقل می‌شود. ویروس انسفالیت اسبی غربی یک ویروس نوترکیب بین دو آلفاویروس دیگر، یک ویروس شبیه به ویروس سیندبیس اجدادی و یک ویروس شبیه به ویروس انسفالیت اسب شرقی اجدادی است. از سال ۱۹۶۴ تاکنون کمتر از ۷۰۰ مورد تأیید شده از این ویروس در ایالات متحده آمریکا وجود داشته است. این ویروس حاوی پوششی است که از گلیکوپروتئین‌ها و اسیدهای نوکلئیک تشکیل شده است. این ویروس از طریق نیش پشه‌های آلوده (کولکس تارسالیس و آئدس تانیوهینکوس) و پرندگان در ماه‌های مرطوب تابستان به انسان و اسب منتقل می‌شود.
بر اساس گزارش مرکز کنترل و پیشگیری از بیماری‌ها، این ویروس در سرتاسر جهان گسترده است، و در مکان‌هایی در داخل و اطراف مناطق باتلاقی که جمعیت انسانی در آن محدود است، شیوع بیشتری دارد. در آمریکای شمالی، انسفالیت اسبی غربی عمدتاً در ایالت‌هایی از آمریکا و استان‌هایی از کانادا دیده می‌شود که در غرب رود می‌سی‌سی‌پی قرار دارند. این بیماری در کشورهای آمریکای جنوبی نیز دیده می‌شود. انسفالیت اسبی غربی معمولاً یک عفونت تحت‌بالینی است. عفونت‌های علامت‌دار ناشایع هستند. با این حال، این بیماری ممکن است عواقب جدی در نوزادان و کودکان ایجاد کند. برخلاف انسفالیت اسبی شرقی، مرگ و میر کلی انسفالیت اسبی غربی کم است (تقریباً ۴٪) و بیشتر در افراد مسن عفونت ایجاد می‌کند. تقریباً ۱۵ تا ۲۰ درصد از اسب‌هایی که به ویروس مبتلا می‌شوند، یا خودشان می‌میرند یا معدوم می‌شوند. هیچ واکسن انسانی برای پیشگیری از انسفالیت اسبی غربی وجود ندارد و هیچ داروی درمانی مورد تأیید در ایالات متحده برای این عفونت در دسترس نیست. این ویروس بر مغز و نخاع میزبان آلوده تأثیر می‌گذارد.
این ویروس در سال ۱۹۳۰ هنگامی که چندین اسب در اثر عفونتی مرموز در دره سن‌خواکین مردند، کشف شد. کارل فریدریش مایر و همکارانش این ویروس از بافت مغز یک اسب مبتلا که به‌تازگی مرده بود، جدا کردند.

## سلاح بیولوژیک
ویروس انسفالیت اسبی غربی یکی از بیش از ده‌ها میکروبی بود که ایالات متحده قبل از اینکه کشور برنامه سلاح‌های بیولوژیکی خود را به حالت تعلیق درآورد، به عنوان سلاح‌های بیولوژیکی بالقوه مورد بررسی و پژوهش قرار داد.